# Есиплево (Кузино)
Есиплево (в XIX веке Есиплева) — упразднённая деревня в Великоустюгском районе Вологодской области России. Входила (по состоянию на 1940 год) в состав Шемогодского сельсовета. Ныне улица Есиплево рабочего посёлка Кузино.

## География
Есиплево находилось в северо-восточной части области, в подзоне средней тайги, на берегу Кузинского затона (искусственного сооружения на месте бывшей Кузинской курьи, части старого русла реки Юг):172, на расстоянии примерно 2 километров (по прямой) к юго-востоку от города Великий Устюг, административного центра района.

### Климат
Климат характеризуется как умеренно континентальный, с холодной продолжительной зимой и умеренно тёплым летом. Среднегодовая температура воздуха — +1,5 °C. Средняя температура воздуха самого холодного месяца (января) — −13,8 °C, средняя температура самого тёплого (июля) — +16,8 °С. Годовое количество атмосферных осадков составляет около 673 мм, из которых около 445 мм выпадает в тёплый период. Снежный покров держится в течение 166 дней.

## История
В «Списке населенных мест Вологодской губернии по сведениям 1859 года» населённый пункт упомянут как деревня Устюжского уезда, расположенная при озере Есиплевском, в 5 верстах от уездного города. В деревне имелся 21 двор и проживало 184 человека (91 мужчин и 93 женщины).
В 1887 году купцом Ноготковым построена церковно-приходская школа:172.
По данным 1914 года, в деревне проживало 375 человек (170 мужчин и 205 женщин). В административном отношении входила в состав Богородского сельского общества Шемогодской волости Велико-Устюгского уезда:363-364.
7 января 1939 года Указом Президиума Верховного Совета РСФСР населенные пункты Жилкино и Яиково, а также подчиненные в административно-хозяйственном отношении городскому Совету населённые пункты Сметанино, Соколово, Маринино, Михайловская, Коромыслово, Есиплево, Бородкино, Боровичи, Пятницкое Сельцо были включены в городскую черту:69.
Вошла в состав рабочего посёлка Кузино.
Упоминается на карте 1953 года, 1959 года

## Транспорт
Находилась на пересечение двух транспортных потоков: на реке и на тракте Великий Устюг — Лальск, с дальним сообщением с железнодорожной станцией Луза:172.